# أدب مسيحي

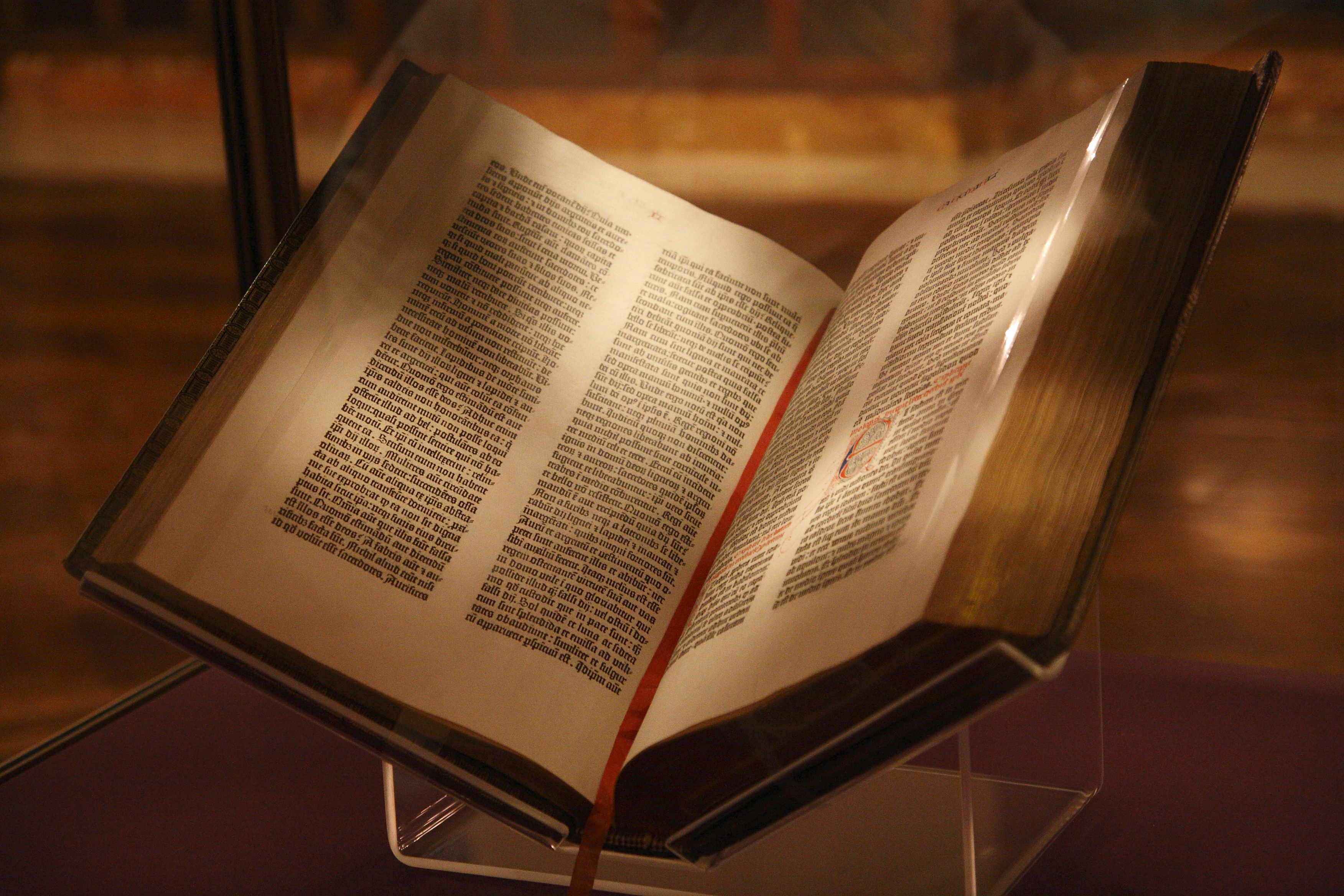
بيبل غوتنبرغ، أول طبعة للكتاب المقدس، طبعها يوهان غوتنبرغ، وله أهمية كبيرة في بدء ثورة وعصر الطباعة.

الأدب المسيحي مصطلح يشير للمواضيع أو التقاليد الأدبية المسيحية. كان الأدب أحد المجالات الثقافية البارزة التي أثرت بها المسيحية. مع التقليد الأدبي الذي يمتد ألفي سنة، كانت المنشورات البابوية والكتاب المقدس تعتبر من ثوابت القوانين الكاثوليكية ولكن أنتج أيضًا عدد لا يحصى من الأعمال الدينية التاريخية الأخرى والتي لها تأثير كبير على المجتمع الغربي.
ما يزال الكتاب المقدس إحدى أكثر الكتب قراءةً في الغرب والعالم. إلى جانب ذلك، فإن الكتاب المقدس هو أقدم كتاب لم ينقطع تداوله في العالم، وأول كتاب تمت طباعته، وأكثر كتاب يمتلك مخطوطات قديمة، والكتاب الأكثر قراءة وتوزيعًا في تاريخ البشرية، والكتاب الوحيد الذي ترجم لأغلب اللغات البشرية إذ ترجم لسحابة ألفي لغة، وطبع منه آخر قرنين ستة مليارات نسخة، وأكثر كتاب صدر عنه دراسات وكتب وأبحاث جانبية.
أثرت كل من نصوص الكتاب المقدس ومواعظ يسوع مثل الموعظة على الجبل وأمثاله أثرًا هامًا في الأدب الغربي وقد تُرجم الكتاب المقدس إلى كافة اللغات، ومنها ترجمة جيمس الأول ملك إنجلترا في اللغة الإنكليزية والذي يعتبر واحدًا من النصوص الأكثر إثارة للإعجاب في الأدب الإنكليزي، كذلك الأمر بالنسبة لنصوص العهد القديم والمزامير ومجموعة الكتب الشعرية التي لها أيضًا تأثير عميق في الفكر والأدب الغربي، وكانت رسائل بولس إحدى أقدم الوثائق المسيحية الموجودة والنصوص التأسيسية لعلم اللاهوت المسيحي.

## الأدب

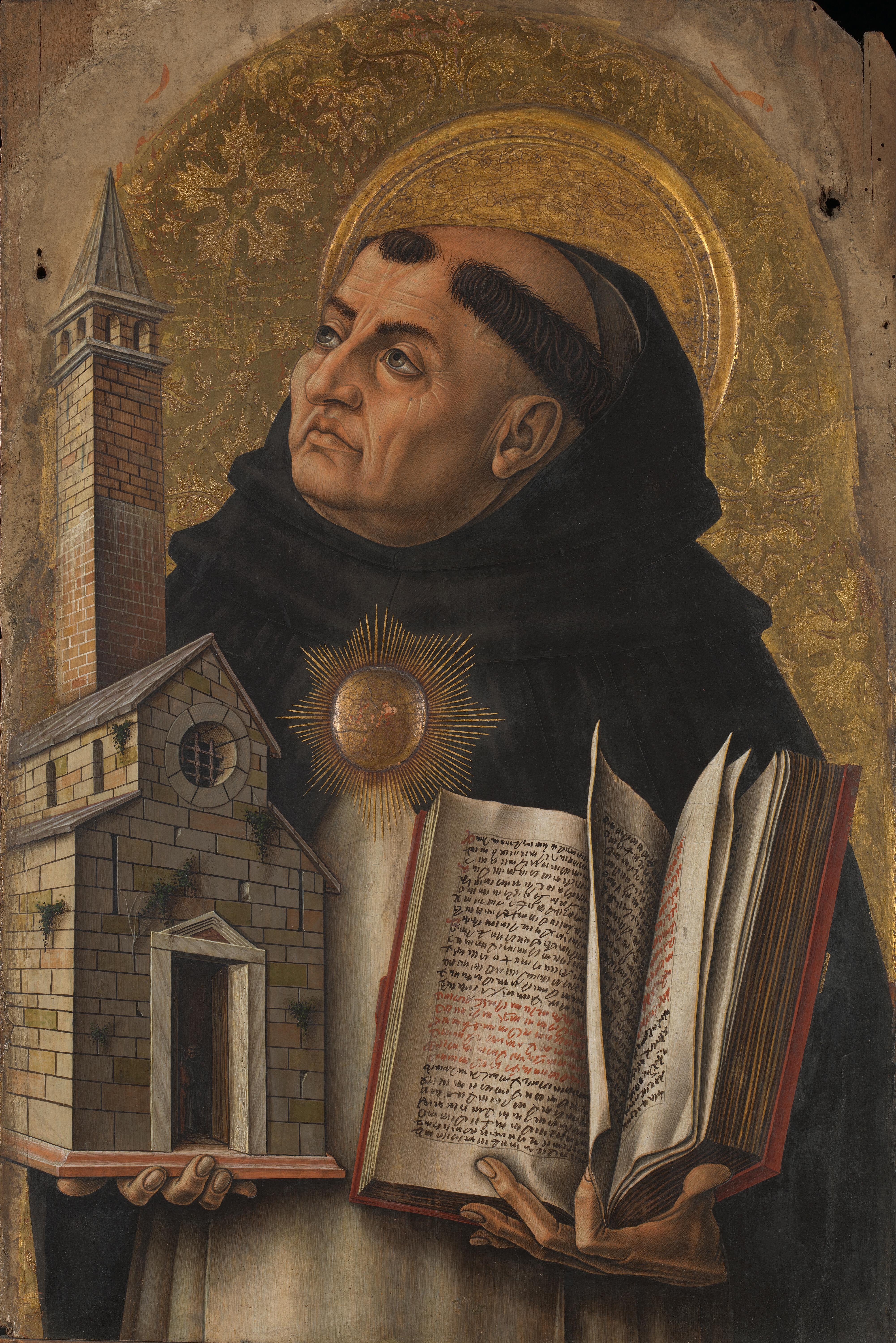
توما الأكويني، وهو أبو المدرسة التوماوية في الفلسفة واللاهوت.

بعد قيامة يسوع بحسب العقيدة المسيحية، نمت المسيحية لتكون الدين السائد في الإمبراطورية الرومانية وبدأ تقليد دراستها ودراسة علومها ولاهوتها. شكلّت تعاليم يسوع ومواعظه ونصوص الكتاب المقدس المختلفة ركائز للأدب المسيحي، مثالاً على ذلك تعتبر أمثال يسوع، لاسيّما في الحضارة الغربية، واحدة من أكثر القصص شهرة في العالم. كان للكتاب المقدس تأثير عميق على الحضارة الغربية وعلى الثقافات حول العالم، مع تقليد أدبي يمتد على بعد آلاف السنين، يُعد الكتاب المقدس أحد أكثر الأعمال تأثيراً على الإطلاق. من ممارسات النظافة الشخصية إلى الفلسفة والأخلاق، أثر الكتاب المقدس بشكل مباشر وغير مباشر على السياسة والقانون والحرب والسلام والأخلاق الجنسية والزواج والحياة الأسرية والرسائل والتعلم والفنون والاقتصاد والعدالة الاجتماعية والرعاية الطبية والمطبخ والمزيد. وقد ساهم أيضًا في تشكيل ملامح القانون الغربي والفن والأدب والتعليم.
إحدى أهم الكتابات المسيحية التي انتشرت على نطاق واسع، كتاب القديس أوغسطينوس «الاعترافات»، وفيه يسرد قصة شبابه وتحوله إلى المسيحية، ويعتبر كتاب «الاعترافات» أول سيره ذاتية مكتوبة في الأدب الغربي. وقد أثرت كتابات أوغسطينوس ومنها «المدينة الفاضلة» تأثيرًا عميقًا في الثقافة الغربية. واللاهوتي والفيلسوف توما الأكويني، كان أحد الشخصيات المؤثرة في مذهب اللاهوت الطبيعي، وهو أبو المدرسة التوماوية في الفلسفة واللاهوت. تأثيره واسع النطاق على الفلسفة الغربية، وكثيرٌ من أفكار الفلسفة الغربية الحديثة هي إما ثورة ضد أفكاره أو اتفاقٌ معها، خصوصاً في مسائل الأخلاق والقانون الطبيعي ونظرية السياسة. وقد ألف العديد من المؤلفات عن الفلسفة وتعتبر إحدى الأعمال الأكثر تأثيرًا في الادب الغربي. وتضم قائمة منظّري الفلسفة المسيحية أسماء كثرى أبرزها أوغسطينوس، توما الأكويني، فرانسيس بيكون، بليز باسكال، غيورغ فيلهلم فريدريش هيغل، جان جاك روسو، ليو تولستوي وإسحاق نيوتن.
وكان قد كتب يعقوب دي فراغسي «حكايات ذهبية» أو «الأسطورة الذهبية» وفيه يسرد حكايات القديسين وقد أثّر هذا الكتاب في الفن والثقافة والفلكلور الغربي، كما وكتب الفيلسوف ورجل الدولة الإنجليزي توماس مور، «يوطوبيا» أو «المدينة الفاضلة» وذلك في عام 1516، ألّف إغناطيوس دي لويولا وهو شخصية رئيسية في حركة الإصلاح الكاثوليكي، كتاب تأملات مؤثرة ومعروفة باسم «الرياضات الروحية». كما وكتب أعلام الإصلاح البروتستانتي العديد من المؤلفات التي تركت تأثير على الثقافة المسيحية منها مؤلفات مارتن لوثر أب الإصلاح والتي أثرت بشكل كبير على الكنيسة وعلى الثقافة الألمانيّة عمومًا، حيث عزز الإصدار من قياس مفردات اللغة الألمانيّة وطورت بذلك أيضًا مبادئ الترجمة، وكتب جان كالفن «تأسيس الديانة المسيحية» عام 1536، وهي من أهم أعماله الأدبية وتتعرض فيه للمعتقدات المسيحية.
وتطلق الكنيسة لقب «ملفان» لبعض رجال الدين في الكنائس المسيحية (ولبعض الراهبات بالكنيسة الكاثوليكية) اعترافًا بإنجازات قاموا بها في مجال اللاهوت والعقيدة. وتعطي الكنيسة الكاثوليكية لقب "Doctor Ecclesiae" ل-33 من قديسيها الذين برزوا في مجال التعليم والتثقيف.

### الأدب غير الديني

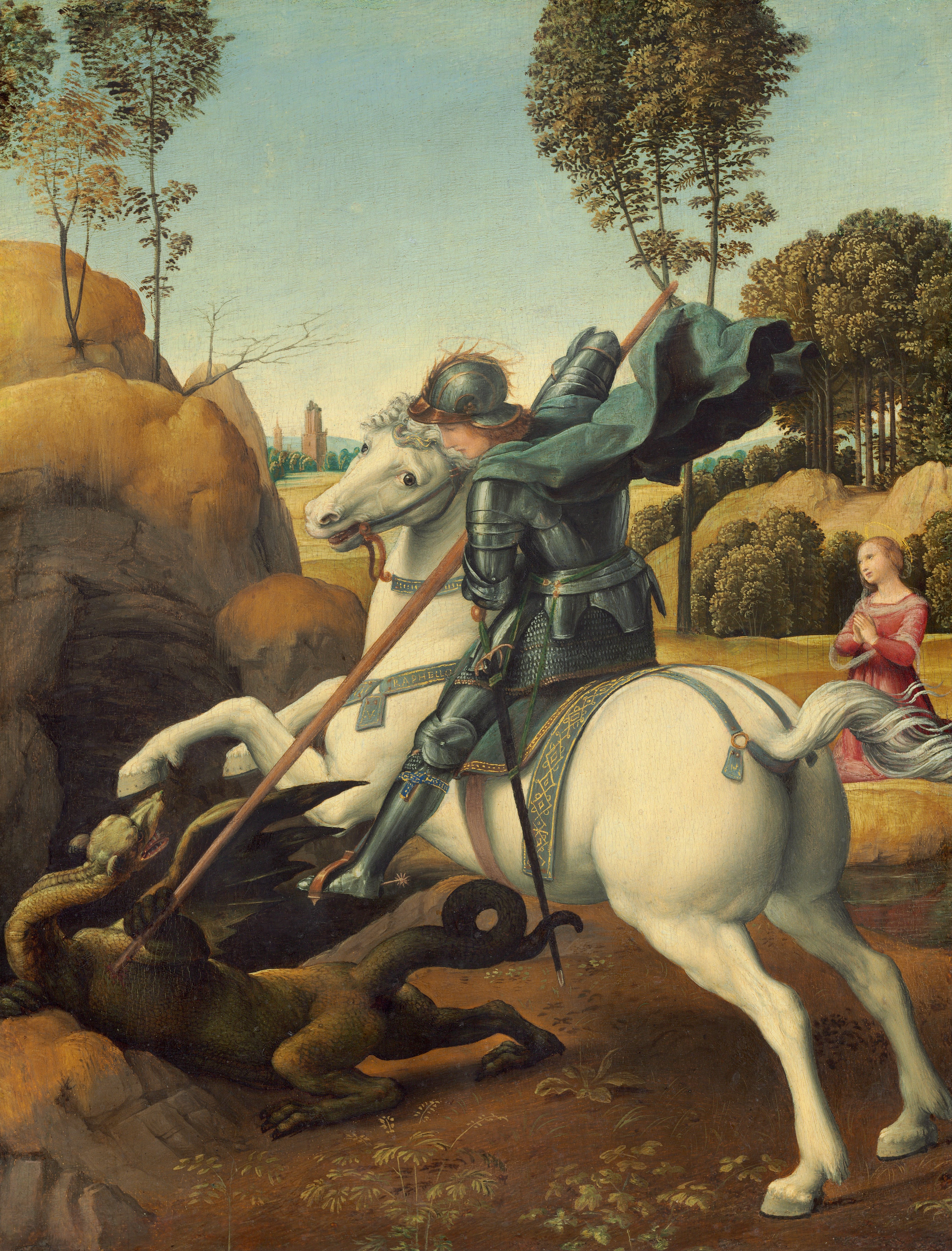
القديس جرجس والتنين وهي من قصص «الأسطورة الذهبية»، وهي أحد أكثر الأعمال الأدبية المسيحية تأثيرًا على الفلكلور الغربي.

كما تأثر عدد من الكتّاب خلال القرون الوسطى من روح وقيم المسيحية فمثلًا الشعر الملحمي «الكوميديا الإلهية» لدانتي أليغييري، فقد احتوت على فلسفة ومفاهيم كاثوليكية، حكايات كانتربري لجيفري تشوسر وديكاميرون للكاتب والشاعر جيوفاني بوكاتشيو وغيرهم.
وتعد اللغة السلافونية الكنسية القديمة أول لغة سلافية أدبية، وتطورت بحلول القرن التاسع حين جاء المبشرون الإغريق البيزنطيون مثل كيرلس وميثوديوس اللذين يُنسب إليهما توحيد معايير اللغة واستخدامها لترجمة الكتاب المقدس وغيرها من النصوص الكنسية الإغريقية القديمة على أنها جزء من تنصير السلاف.
كذلك الأمر بالنسبة للكتاب في العصور الحديثة فويليام شكسبير قد استلهم في عدد من مسرحياته من القيم المسيحية ، تشارلز ديكنز إحدى أهم أعماله «سلسة حكايات ليالي عيد الميلاد» و«انشودة عيد الميلاد» حملت معاني دينية، فيكتور هوجو، والعمل الأدبي التمثيلي سير الحجاج لجون بانيان، ألكسندر دوما، الإخوة كارامازوف والجريمة والعقاب لفيودور دوستويفسكي، أغاثا كريستي وآرثر كونان دويل تأثروا بمفاهيم مسيحية في العديد من رواياتهم، ج. ك. رولينج في سلسلة هاري بوتر، ج. ر. ر. تولكين في روايته الملحمية سيد الخواتم والهوبيت وسي. إس. لويس كتب عدد من المؤلفات حول المسيحية أو متأثرة من المسيحية أهمها سجلات نارنيا وغيرهم.
هناك بعض الباحثين من يرى أن عدد من الحكايات الخرافية وأدب الأطفال كتبت من روح القيم والمفاهيم المسيحية كحكايات الأخوان غريم وشارل بيرو ولويس كارول وهانس كريستيان أندرسن وأساطير الملك آرثر والكأس المقدسة.
في الثقافة العباسيَّة الشعبيَّة ظهرت العديد من الشخصيات المسيحية الفلكلورية الأسطورية في مجموعة متنوعة من القصص الشعبية والأشعار منها على سبيل المثال ألف ليلة وليلة، والتي تحتوي على عدد من الشخصيَّات الأدبيَّة المسيحيَّة الخياليَّة المشهورة، ومنها السمسار القبطي والخطاط السرياني وحكاية الأميرة شيرين ورهبان عمورية، كما وتتكرر شخصية الطبيب والتاجر المسيحي بكثرة، وتضمن الكتاب حكايات لمسيحيين من بغداد وسائر العالم الإسلامي ومن روم الإمبراطورية البيزنطية.

## أنواع الأدب المسيحي

### تراجم الكتاب المقدس

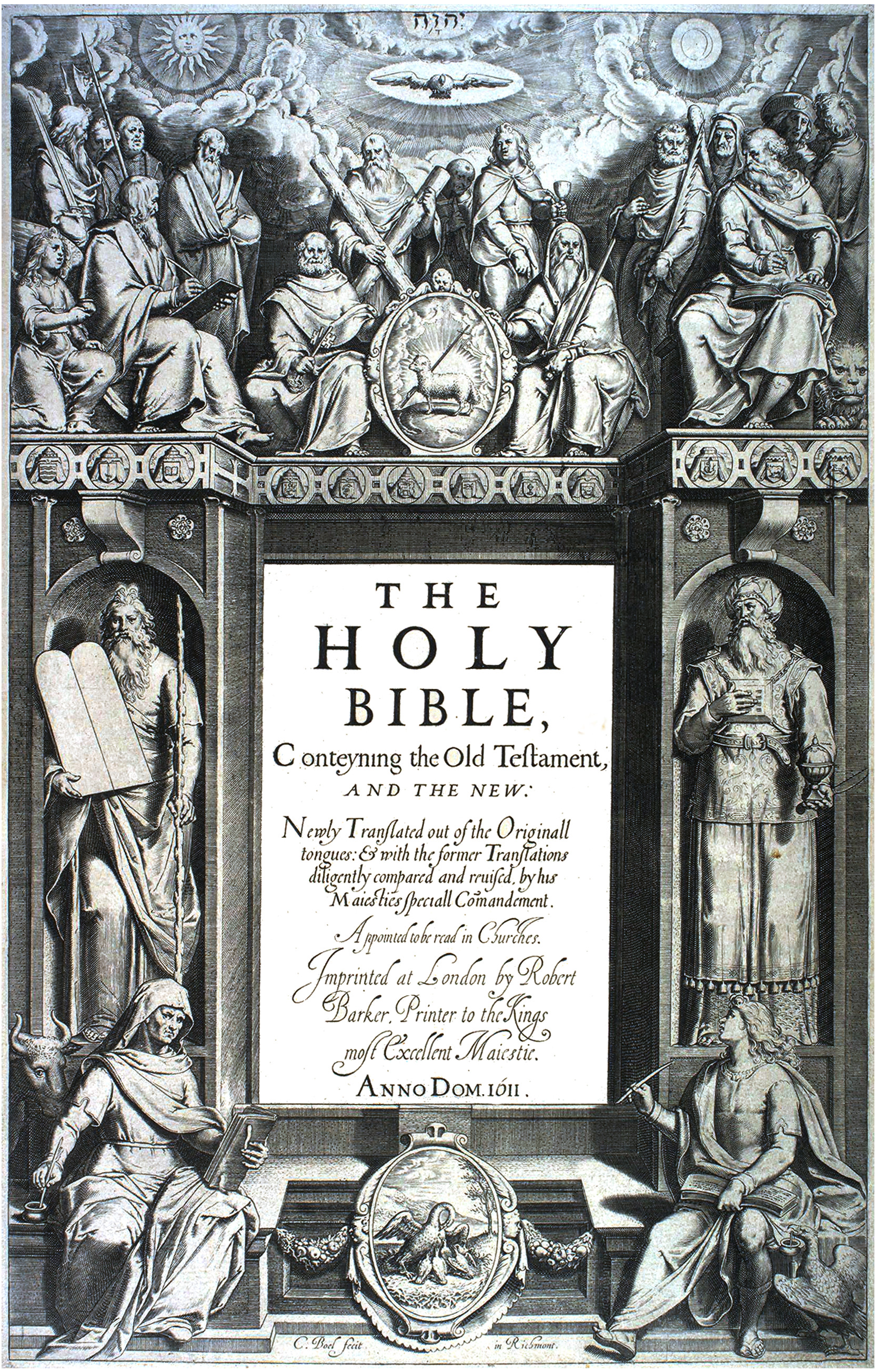
صفحة من طبعة الكتاب المقدس للملك جيمس، وهي من أهم الأعمال الأدبية في الحضارة الغربية.

ترجم الكتاب المقدس من اللغات الأصلية التي كُتب بها (العبرية واليونانية والآرامية) إلى مختلف لغات العالم الأخرى. الترجمة الأولى للكتاب المقدس العبري هي السبعينية اليونانية، والتي أصبحت لاحقاً ترجمة العهد القديم المعتمدة لدى الكنيسة، وقد ترجمت على مراحل في الفترة ما بين القرن الثالث إلى الأول قبل الميلاد. نسخة جيروم اللاتينية للعهد القديم ترجمت عن العبرية أيضا وهي تشمل الأسفار القانونية بحسب الشريعة اليهودية، وقد اعتمدت على النسخة الماسورتية في قسم وعلى النسخة اليونانية في القسم الباقي.
بعض الترجمات اليهودية الأخرى للعهد القديم مثل الترجمة المكتوب باللغة الآرامية تتوافق بشكل كبير مع النسخة الماسورتية، وتعتمد عليها جميع الترجمات اليهودية العائدة للعصور الوسطى والحديثة. أما النسخ المسيحية الحديثة من العهد القديم فتعتمد بشكل عام على كافة النسخ والمخطوطات القديمة المتوفرة لهذا الكتاب.
كان لنشوء البروتستانتية قفزة هامة في عملية ترجمة الكتاب المقدس، حيث دعا مارتن لوثر إلى حق الفرد في تفسير الإنجيل، وشجّع على قراءة ودراسة الكتاب المقدس. فقد قام مارتن لوثر بترجمة جديدة للكتاب المقدس من اليونانية إلى الألمانية فأُعتبر ذلك العمل الضخم حجر الأساس في تاريخ الأدب الألماني.
عام 1620 تمت ترجمة الكتاب المقدس للغة الإنكليزية بنسخة بطبعة الكتاب المقدس للملك جيمس وهي نسخة لها تأثير قوي، لا في أميركا أو بريطانيا فقط، بل في أي مكان وصلت إليه اللغة الإنكليزية، أي جميع المستعمرات بما فيها كندا وأستراليا ونيوزيلندا والدول الأفريقية المتحدثة بالإنكليزية. وقد أثرت الطبعة في شعر جون ميلتون وخطب مارتن لوثر كينغ. وبما أن إنجيل الملك جيمس هو مراجعة لترجمة ويليام تيندال وغيره من مترجمي القرن السادس عشر فإنه لا يعتبر ترجمة جديدة بحد ذاته بل هو تصاهر بين أفضل الترجمات التي سبقته.
إلى جانب ذلك، فإن الكتاب المقدس هو أقدم كتاب لم ينقطع تداوله في العالم، وأول كتاب تمت طباعته، وأكثر كتاب يمتلك مخطوطات قديمة، والكتاب الأكثر قراءة وتوزيعًا في تاريخ البشرية، والوحيد الذي ترجم لأغلب اللغات البشرية إذ ترجم لسحابة ألفي لغة، وطبع منه آخر قرنين ستة مليارات نسخة، وأكثر كتاب صدر عنه دراسات وكتب وأبحاث جانبية، وأكثر كتاب أوحى برسم لوحات أو مقطوعات موسيقية أو شعر أو أدب أو مسرحيات أو أفلام أو سواها من الآثار البشرية.

### الأعمال اللاهوتية

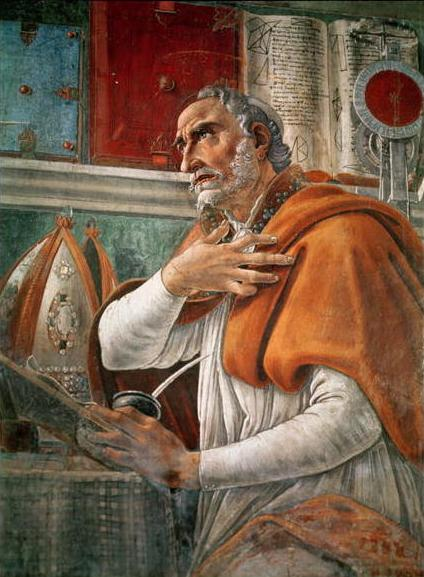
القديس أوغسطين في دراسته، بريشة ساندرو بوتيتشيلي 1480.

نجا عدد وافر من الأعمال اللاهوتية والفلسفيّة لعدد من آباء الكنيسة بما في ذلك الرسائل والأطروحات اللاهوتية والكتب الفلسفيّة، فضلًا عن مخطوطات وكتب وشروحات حول الكتاب المقدس. من بين الأعمال اللاهوتية الأكثر شهرة كل من كتاب مدينة الله واعترافات القديس أوغسطين.
يعد اللاهوتي والفيلسوف توما الأكويني أحد الشخصيات المؤثرة في مذهب اللاهوت الطبيعي، وهو أبو المدرسة التوماوية في الفلسفة واللاهوت. تأثيره واسع النطاق على الفلسفة الغربية، وكثيرٌ من أفكار الفلسفة الغربية الحديثة هي إما ثورة ضد أفكاره أو اتفاقٌ معها، خصوصاً في مسائل الأخلاق والقانون الطبيعي ونظرية السياسة. وقد ألَّف العديد من المؤلفات عن الفلسفة التي تعد الأكثر تأثيرًا في الأدب الغربي.
تضم قائمة منظرّي الفلسفة واللاهوت المسيحي أسماء عديدة أبرزها كان لها أعمال لاهوتية هامّة منهم أوغسطينوس، وتوما الأكويني، وفرانسيس بيكون، وبليز باسكال، وهوغو غروتيوس، وغيورغ فيلهلم فريدريش هيغل، وجان جاك روسو، وجان كالفن، وسورين كيركغور، وكارل بارث، وليو تولستوي، وألبرت شوايتزر وإسحاق نيوتن.

### الأدب العبادي والأدب الاعتذاري
الأدب العبادي أو أدب العبادة هو نوع أدبي تكوّن على الأقل منذ أواخر العصور الوسطى، لا يتطرق هذا النوع الأدبي للمواضيع العقائدية وذلك على خلاف الأدب اللاهوتي، لكنه يتعامل مع التقوى الدينية. من الأشكال النموذجية لهذا النوع الأدبي الكتب التعبدية، وكتب الصلاة، ومزامير آل داود، هناك أيضًا «صلوات الساعات»، وهي سبع صلوات في اليوم مقتبسة من التراث اليهودي المسيحي، تعتبر فرضًا على الرهبان، وخيارًا بالنسبة للباقي؛ ومن الأنواع الشائعة الأخرى كتب روحانيات ترافق صلاة المسبحة الوردية ودرب الصليب بالنسبة للكاثوليك.
أمّا الأدب الاعتذاري فهو نوع أدبي مسيحي ظهر في أمريكا الشمالية ويعالج مواضيع إنسانيّة ودينية تخص القرن العشرين ومن الأنواع الكلاسيكية في اللغة الإنجليزية من الأدب الاعتذاري عمل تشيسترتون «في الأرثوذكسية» عام 1908. يُذكر أنّ هذا النوع الأدبي قد تطور بشكل خاص داخل الكنائس البروتستانتية خاصًة في أمريكا الشمالية. بعض الأعمال البارزة لهذا النوع الأدبي «الصليب والمطواة» لديفيد ويلكرسون عام 1962، و«إن الله الذي هو هناك»، لفرانسيس شايفر في عام 1968، و«بين الجنة والجحيم» لبيتر كريفت عام 1982.

### التراتيل والنصوص الليتورجية

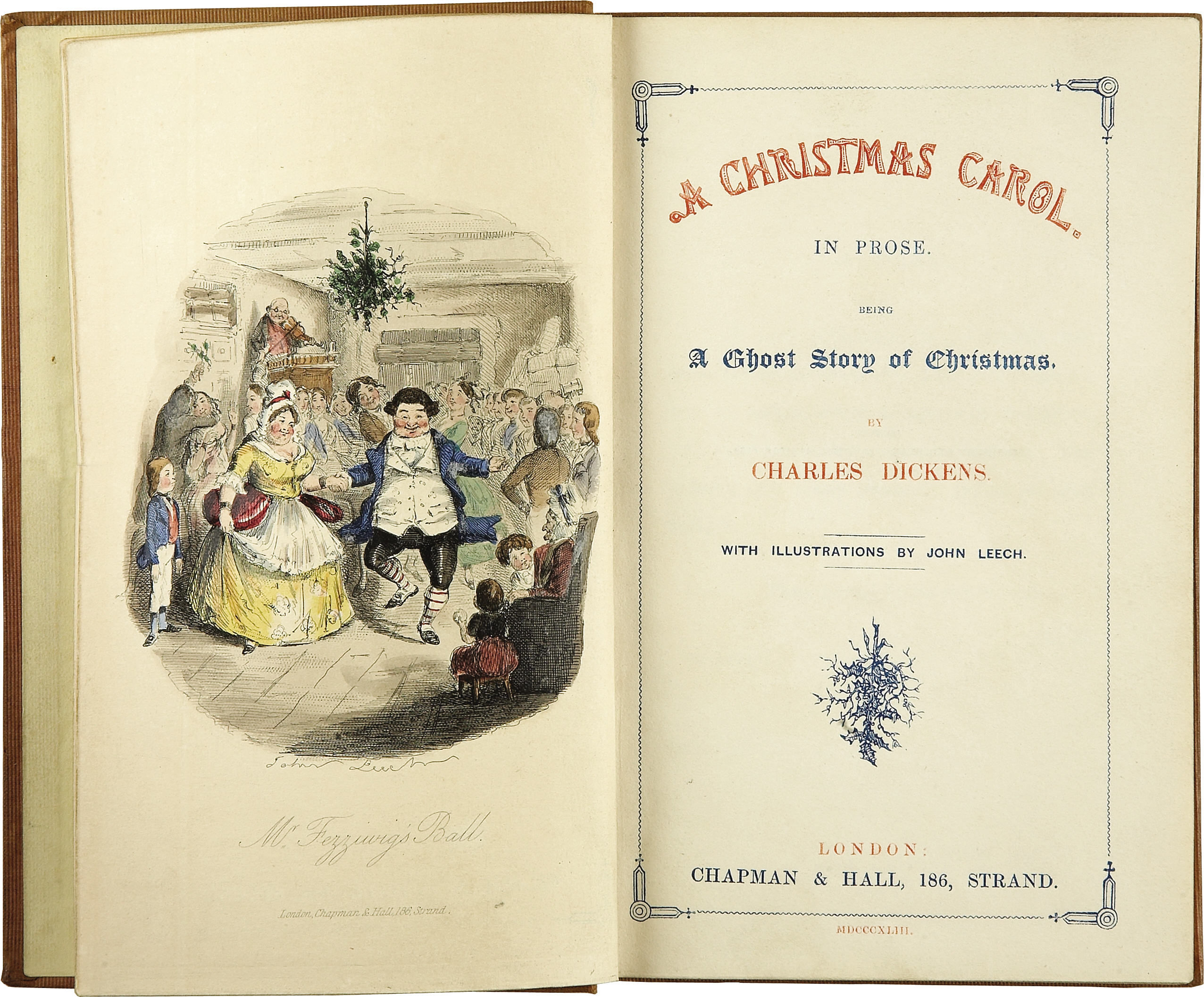
غلاف الطبعة الأولى من ترنيمة عيد الميلاد.

شكلت التراتيل على مر العصور، موضوعًا لعدد من الأناشيد والقصائد الملحنة في الكنيسة والمجتمع، وغالبًا ما يكون لهذه التراتيل ذات الطابع الشعبي. غالبيّة هذه التراتيل الشعبيّة تتمحور حول عيد الميلاد وإلى حد أقل بكثير حول عيد الفصح.
شكل عيد الميلاد على مر العصور، موضوعًا لعدد من الأناشيد والقصائد الملحنة في الكنيسة والمجتمع، بشكل عام، يعود لفترة القرون الوسطى نشوء عدد وافر من الأغاني الشعبية والترانيم الكنسيّة الشهيرة عن الميلاد مثلاً الترنيمة اللاتينية «تعال إلى جميع المؤمنين» (باللاتينية: Adeste Fidelis، نقحرة: آديستي فيديلس) ترجع كلماتها للقرن الثالث عشر، رغم أن موسيقاها الحالية وضعت في منتصف القرن الثامن عشر؛ إلى جانب آديستي فيديليس التي تعتبر من أشهر وأقدم ترانيم الميلاد فإن عددًا آخر من الأغاني الشعبية تعود لتلك المرحلة، رغم أنها ليست بالضرورة مرتبطة بالكنيسة ورجالها. بعض الترانيم رغم أنها ظهرت في فترة متأخرة من العصور الوسطى إلا أنها استعملت نصوصًا سابقة أمثال «في هذا اليوم سترقص الأرض» (باللاتينية: Personent hodie) والتي نشأت في فرنسا عام 1582 ونصوصها وموسيقاها ترقى للقرن الثالث عشر.

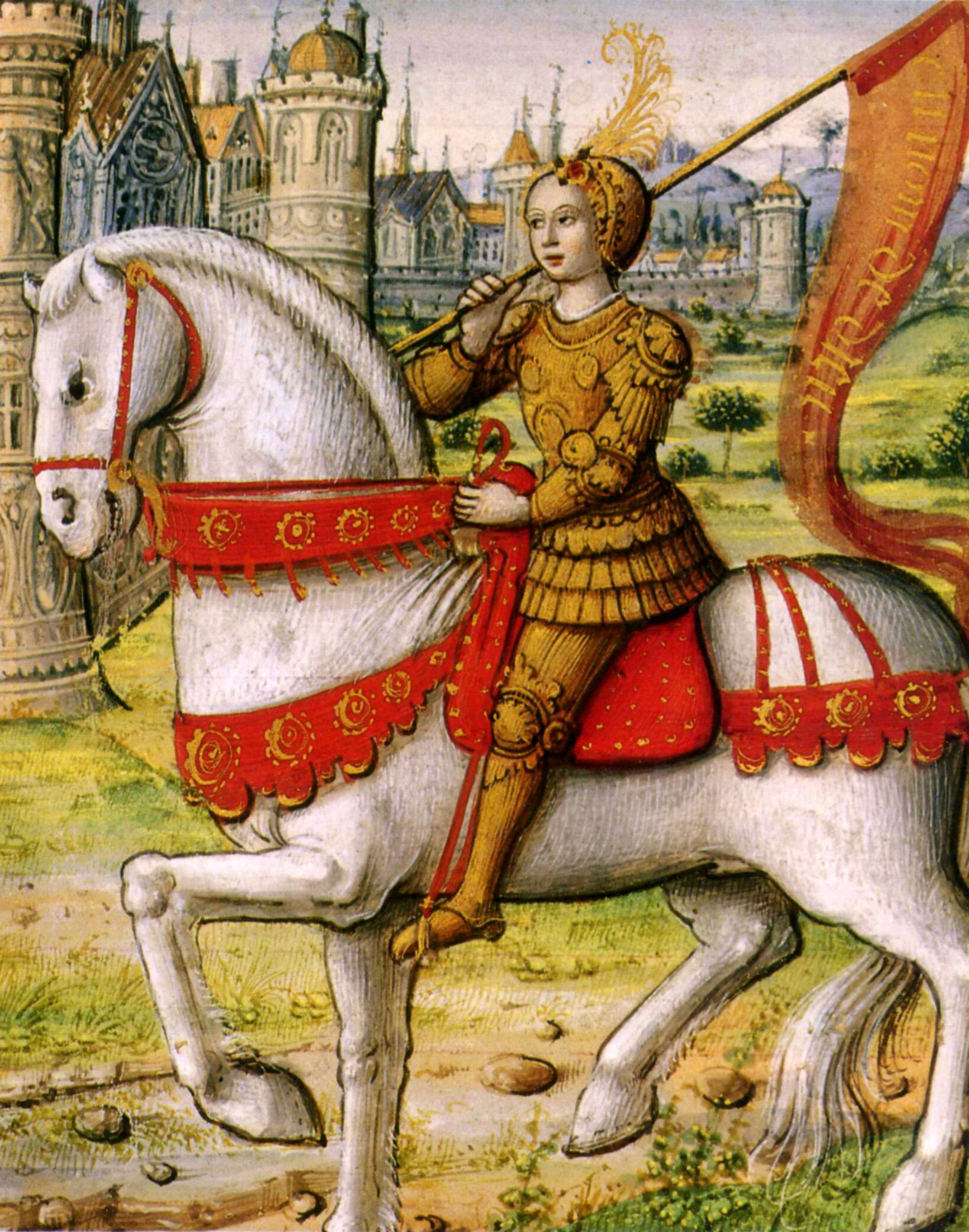
أنشأ الكتاب والسينمائيون والملحنون العديد من الأعمال عن جان دارك منذ وفاتها باعتبارها إحدى أكثر الشخصيات شعبية.

التأليف لعيد الميلاد، اكتسب زخمًا جديدًا مع الإصلاح البروتستانتي في ألمانيا وشمال أوروبا، على سبيل المثال قام مارتن لوثر بكتابة الترانيم الخاصة بالميلاد وشجع استخدامها في الاحتفالات الدينية والاجتماعية، وقد حفظت هذه الترانيم وانتشرت في المجتمعات العامة سيّما الريفيّة، ومكثت حتى القرن التاسع عشر حيّة في الذاكرة الأوروبية؛ كذلك فإنه يعود لفترة العصور الوسطى المتأخرة تلحين عدد من المزامير المنسوبة للنبي داود وجعلها خاصة بعيد الميلاد، وكانت لهذه المزامير المرنّمة أهمية خاصة في الولايات المتحدة.

### سير القديسين
من بين الأنواع الأكثر شعبية في الأدب الكاثوليكي والأرثوذكسي سير القديسين ويعود هذا النوع الأدبي إلى السنوات الألف الأولى من تاريخ المسيحية حيث وضعت تراجم أو سير كثيرة تدور كلها على حياة القديسين. وقد حفظت الكثير روايات القديسين في «الأسطورة الذهبية» أو «حكايات ذهبية» وهي روايات شعبية بإطار تاريخي، انتشرت في أوروبا، وازدهرت خلال القرن الثالث عشر فما بعد.
وتعد حكايات ذهبية أحد أكثر الأعمال الأدبية المسيحية تأثيرًا على الفلكلور الغربي حيث تحتوي على قصص شخصيات أدبية مشهورة مثل القديس باتريك والثعابين والقديس جرجس والتنين وحرب يعقوب بن زبدي ضد المغاربة، والتي أضحت جزء من الوعي الثقافي في الثقافة الأوروبية والثقافة المسيحية. تتضمن قصص حكايات ذهبية سير أبطال العالم المسيحي السبعة والمساعدون المقدسون الأربعة عشر والقرابة المقدسة وكانت هذه السير من الموضوعات الهامّة في الفن المسيحي والفولكلور والأدب الغربي والقصص البطولية.
في أمريكا الشمالية ساهم مارك توين في إعادة القاء الضوء على قديسة بالعرف المسيحي وعلى الرواية التاريخية لجان دارك وذلك في عام 1896. وقد أُلّفت العديد من الأعمال الفنيّة التي تتحدث عن جان دارك منذ وفاتها سواءً كانت كتباً أو غير ذلك. ومن أشهر هذه الأعمال مسرحية هنري السادس الجزء الأول لويليام شكسبير، ومسرحية عذراء أورليان لفريدريش شيلر، ومسرحية القديسة جان لجورج برنارد شو، وقصيدة عذراء أورليان لفولتير، وغيرها.

## الشعر

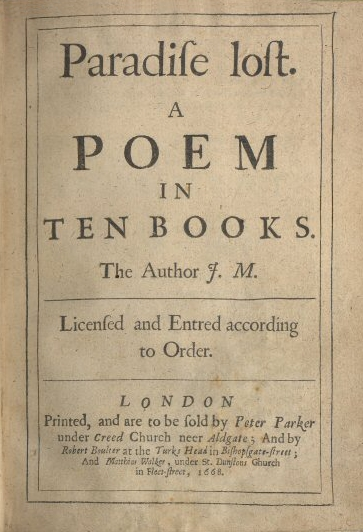
أول صفحة من الملحمة الشعرية الفردوس المفقود للكاتب الإنكليزي جون ملتون، كتبها عام 1667.

كذلك كان تأثير المسيحية في الشعر عظيم خاصًة في المناطق التي وصلتها المسيحية. القصائد المسيحية في كثير من الأحيان ترجع مباشرةً إلى الكتاب المقدس، والبعض الآخر يقدم قصصًا رمزية.
وقد استخدمت نماذج شعرية من قبل المسيحيين منذ بداية المسيحية. أقدم الأشعار المسيحية التي تستخدم كأناشيد دينية، تظهر في الواقع، في العهد الجديد. منها ترنيمة التمجيد، والتي تظهر في إنجيل لوقا، بالإضافة إلى أشعار العهد القديم مثل المزامير ومجموعة الكتب الشعرية. يعتقد علماء الكتاب المقدس أيضًا أن القديس بولس قد كتب أجزاء من التراتيل المسيحية في وقت مبكر في رسائله:
| أدب مسيحي                                       | فَلْيَكُنْ فِيكُمْ هذَا الْفِكْرُ الَّذِي فِي الْمَسِيحِ يَسُوعَ أَيْضًا، الَّذِي إِذْ كَانَ فِي صُورَةِ اللهِ، لَمْ يَحْسِبْ خُلْسَةً أَنْ يَكُونَ مُعَادِلاً للهِ. لكِنَّهُ أَخْلَى نَفْسَهُ، آخِذًا صُورَةَ عَبْدٍ، صَائِرًا فِي شِبْهِ النَّاسِ. وَإِذْ وُجِدَ فِي الْهَيْئَةِ كَإِنْسَانٍ، وَضَعَ نَفْسَهُ وَأَطَاعَ حَتَّى الْمَوْتَ مَوْتَ الصَّلِيبِ. لِذلِكَ رَفَّعَهُ اللهُ أَيْضًا، وَأَعْطَاهُ اسْمًا فَوْقَ كُلِّ اسْمٍ لِكَيْ تَجْثُوَ بِاسْمِ يَسُوعَ كُلُّ رُكْبَةٍ مِمَّنْ فِي السَّمَاءِ وَمَنْ عَلَى الأَرْضِ وَمَنْ تَحْتَ الأَرْضِ، وَيَعْتَرِفَ كُلُّ لِسَانٍ أَنَّ يَسُوعَ الْمَسِيحَ هُوَ رَبٌّ لِمَجْدِ اللهِ الآبِ. | أدب مسيحي |
| — القديس بولس، رسالة بولس الرسول إلى أهل فيلبي. | |           |

### في الشرق المسيحي

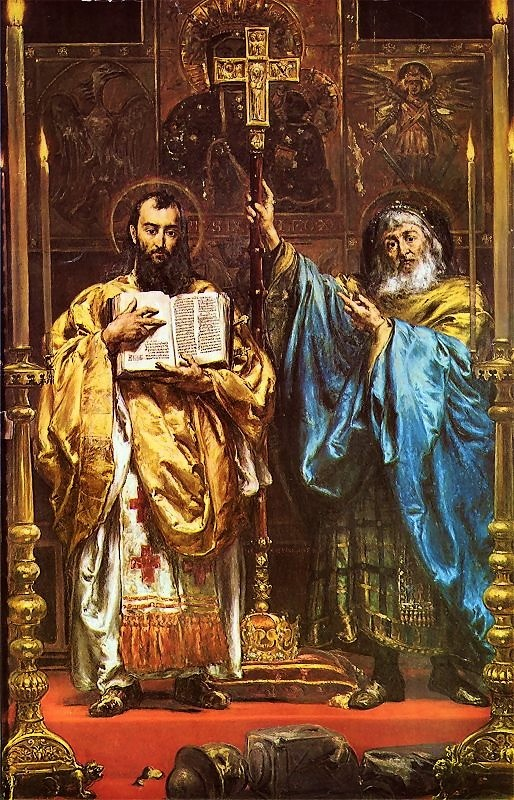
كيرلس وميثوديوس، بفضل تأثيرهما الكبير في التطور الديني والثقافي والأدبي والشعري للشعوب السلافية عامًة دُعيا بلقب رسل السلافيين.

خلال العصور الكلاسيكية القديمة، تطورت الأشعار المسيحية في الكنيسة الشرقية والغربية، ومن أبرز أعلام الكنيسة الشرقية في هذه الفترة أفرام السرياني وهو راهب سرياني ومن رواد كتاب وشعراء المسيحية ويعده بعض المؤرخين واللاهوتيين أعظم من كتب القصيدة والترنيمة الدينية في الشرق المسيحي، وظهرت في الإمبراطورية البيزنطية قصائد وأشعار في مدح مريم العذراء والتي عرفت بصلاة المدائح.
ظهر الجزء الأعظم من الأدب الآرامي/السرياني ظهر بعد انتشار المسيحية في القرن الثاني. ويُعتبر برديصان (154-222) من أوائل الشعراء والفلاسفة السريان، فألف العديد من الكتب والمواعظ والمحاججات في الدفاع عن المسيحية وتفنيد بعض العقائد الغنوصية. كما يعد أفرام السرياني من أهم الأدباء المسيحيين على العموم في القرون المسيحية الأولى، حيث كتب العديد من الأشعار المسماة بال-«مِمرِ» (ܡܐܡܪܐ) وهي مستلهمة من أمور يومية وذلك لتقريبها من أذهان العامة. كما كتب العديد من التفاسير الإنجيلية التي استعملت لاحقا من قبل معظم المذاهب المسيحية. وشهد العصر الذهبي للأدب السرياني في القرنين الرابع والخامس نشوء عدة مدارس سريانية اهتمت بالاهوت والفلسفة والعلوم الطبيعية كما في الرها ونصيبين وجنديسابور. وظهرت عدة أسماء في مجال الأدب السرياني في هذه الفترة مثل نرساي ويعقوب السروجي ويعقوب الرهاوي.
كانت المسيحية إحدى أهم الأعمدة الثقافية للأدب البيزنطي، وصنف الأدب البيزنطي في خمس مجموعات: كتب التاريخ، الموسوعات والمقالات، وكتب الشعر العلمانية؛ مثل الملحمة البطولية (باليونانية: Διγενής Ακρίτας). ما تبقى من مجموعتين تشمل أنواع الأدبية الجديدة: الأدب الكنسّي واللاهوتي، والشعر الشعبي. وأهم الأعمال المسيحية كانت كتب الليتورجيا وكتاب سير القديسين السنكسار.

### في الغرب المسيحي

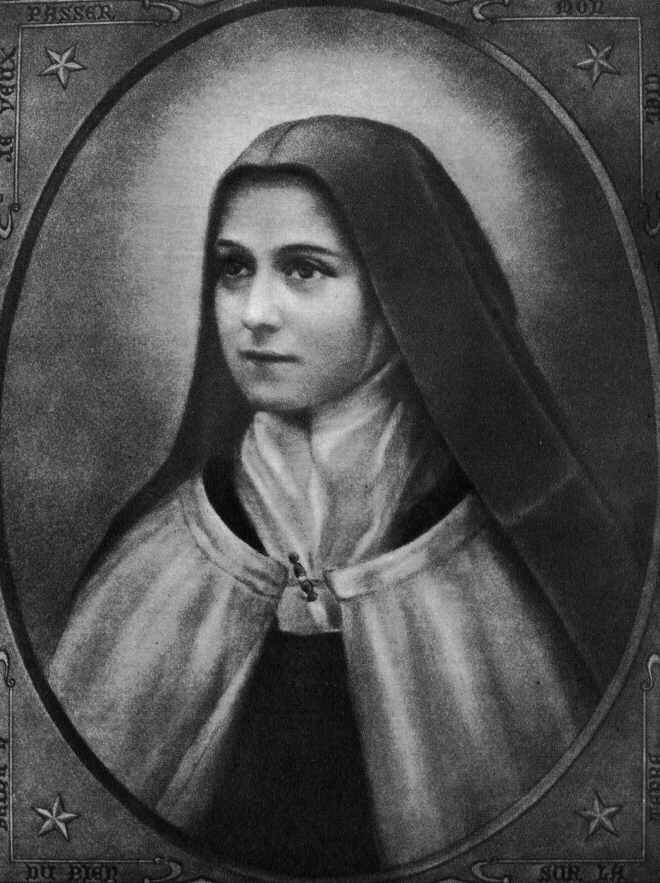
القديسة تريزا الطفل يسوع، عُرفت بكتابة الأشعار الصوفية المسيحية.

في الغرب المسيحي كُتبت عددًا من القصائد المهمة في اللغة اللاتينية والتي ما تزال تستخدم في قداس الكنيسة الرومانية الكاثوليكية، مثل Vexilla Regis وPange lingua gloriosi proelium certaminis (غرّد يا لساني، للكفاح المجيد)؛ من وجهة النظر الأدبية واللغوية، تعتبر هذه القصائد والتراتيل بمثابة ابتكارات هامة.
في كثير من الآداب العامية الأوروبية، يعتبر الشعر المسيحي بين آوائل الأشعار والآداب الأوروبية، وإعادة صوغ الكتاب المقدس كان في كثير من الأحيان سابق لترجمات الكتاب المقدس. فمثلًا في الشعر الإنجليزي القديم، حلم الصليب، ويتحدث الشعر عن تأمل على صلب المسيح والذي يتماهى مع الصور البطولية الجرمانية، وينطبق هذا على يسوع، هي واحدة من المعالم الشعرية الأقدم الموجودة في الأدب الإنجليزي القديم. دانتي أليغييري في ملحمته الشعرية الكوميديا الإلهية يمثل واحد من أقدم المعالم الشعرية للأدب العامي الإيطالي. كذلك فان الكثير من الشعر القديم الأيرلندي كتبه رهبان إيرلنديون وبالتالي فتتطرق هذه الأشعار إلى مواضيع دينية. وتتكرر هذه الأشعار المسيحية المبكرة في معظم اللغات الأوروبية.
في عصر النهضة خلال الإصلاح الكاثوليكي أو الإحياء الكاثوليكي ازدهر شعر التصوف الإسباني رافقه كتابات حول التصوف المسيحي، وتعتبر هذه الفترة عصر النهضة الأدبية للتصوف في التقاليد والثقافة الكاثوليكية وهي فترة العصر الذهبي الإسباني أيضًا. أبرز أعلام هذه الفترة القديسة تريزا الأفيليّة، القديس يوحنا الصليب وفرنسيس بورجيا وإغناطيوس دي لويولا.
كان للمرأة المسيحية دور بارز في كتابة الشعر والقصيدة المسيحية، خاصة في المواضيع تصوف مسيحي، مثل القديسة الإيطالية كاترينا السيانيّة والإسبانية تريــــزا الأفيلية والفرنسية تريزا الطفل يسوع والألمانية، يهودية الأصل، إديث شتاين.
| أدب مسيحي                             | أن أزرع السلامَ والفرحَ في كلِّ القلوب. يا رباناً محبوباً، المحبّة تَحثني لأنّي أراك في نفوس إخوتي وأخواتي. فالمحبّة، هي نجمتي الوحيدة، وفي نورِها أُبحر بدون ضلال، وشعاري مكتوبٌ على شراعي العيش بالحب. | أدب مسيحي |
| — من كتابات القديسة تريزا الطفل يسوع. | |           |

ظهر حديثًا الشعر المسيحي الحديث. وينتشر اليوم على نطاق واسع وهناك عدد من الكتاب المحدثين في المواضيع المسيحية ويظهر ذلك في كثير من قصائدهم، منهم وليام بليك، تشيسترتون وإليوت.

## المسرح

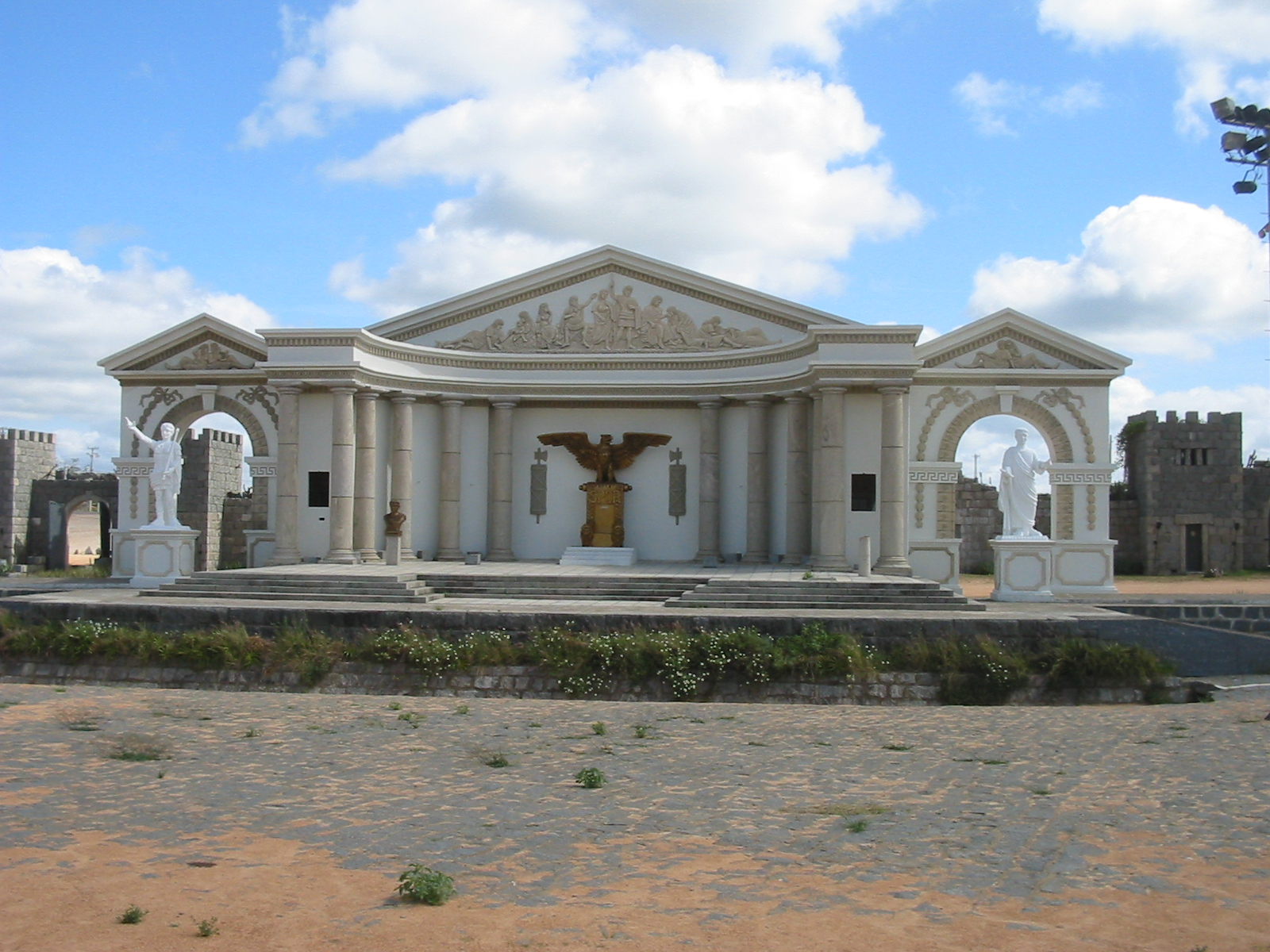
مسرح القدس الجديدة، في البرازيل. خلال اسبوع الالام يتم عرض مسرحية الآلام المسيح وقيامته.

كان للكنيسة دور في تطوير المسرح. إذ بين القرنين التاسع والحادي عشر تطورت الطقوس إلى دراما طقسيّة لأن الطقس أصبح عاجزاً عن إرضاء متطلبات الجمهور المحب للعرض فتداخلت فيه العديد من التوسيعات والتنويعات إلى أن أقيمت عروض حقيقة داخل الكنائس وكان ممثلوها الرئيسيون هم القائمون بالطقوس الكهنة ومعاونوهم ضمن موضوعات مستمدة من الكتاب المقدس ومن هذه العروض كمثال «لعبة دانيال» لكاتبها «ديبوفيه»، ويلاحظ فيها هيمنة العنصر الموسيقي ضمن وظيفية مسرحية وكانت غايتها تثقيف المؤمنين ضمن سياسة الكنيسة، وكانت تنشد باللغة اللاتينية الكنسيّة، ثم ما لبثت أن حوربت هذه المسرحيات في المجامع الكنسيّة فحظرت التمثيليات الدينية داخل الكنيسة وانتقلت إلى باحات الكنائس والساحات لتصبح دراما نصف طقسيّة وأصبحت الأدوار وقفاً على ممثلين هواة في بادئ الأمر ثم محترفين فيما بعد وبدأت تتعدد اللغات في المسرحيات بحسب القوميات تمهيداً لقيام مسارح خاصة بكل بلد.

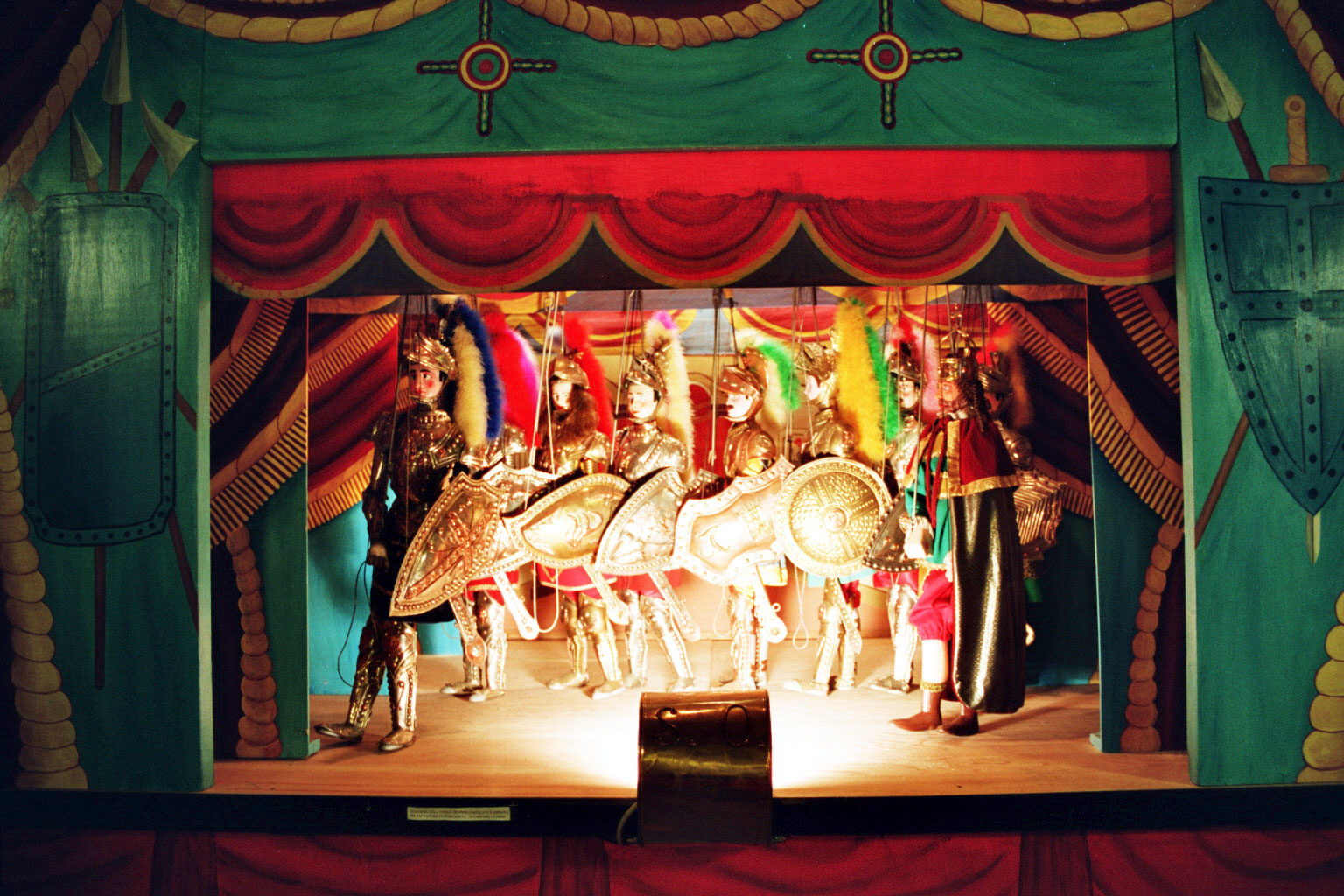
مسرح دمى العرائس في صقلية، كثيرًا ما استخدمت الكنيسة مسرح العرائس من أجل مسرحية الأسرار.

كما جاء خروج المسرح من الكنيسة لضرورة توسيع مكان الفعل وزيادة عدد الممثلين وتصوير أحداث الدراما بلغة أقرب إلى الجمهور العادي ولتصبح شعبية وفي منتصف القرن الثاني عشر سميت هذه الدراما نصف الطقسيّة في فرنسا «بـالألعاب والمعجزات والأسرار» حيث احتوت على تأليف شعر من رجال الكنيسة أو البورجوازية وتمثيل مرتبط بقواعد الإيماء والإلقاء، وتحوي أزياء وأدوات وديكورات تعتمد على مجموعة أماكن مختلفة تقدم بشكل مساحات متلاصقة أفقياً وأحياناً عامودياً تسمى «بيوتا» تمثل كل منها مكاناً مختلفاً جغرافياً، كالجحيم والسماء والجليل وقصر بيلاطس والقبر والسجن والجلجلة والجنة وأما في إيطاليا فتطورت الطقوس إلى ما سمي بالمدائحيّات، وبحسب فيتوباندولفي فالمدائحيات ينظر لها بانها أول أشكال المسرح الموسيقي، الذي قدر له أن يتحول إلى «أوراتوريو» ابتهالية وإلى «أوبرا» مغناة.
يمكن القول بأن الأوراتوريو هي أوبرا ذات موضوع ديني تقدم في الكنيسة عوضاً عن المسرح فقد انبثق كل من الأوبرا والأوراتوريو من جذور واحدة، كما انبثقت التمثيلات الدينية مسرحيات الأسرار أو آلام المسيح والمسرحيات الدنيوية من جذور واحدة.

## قائمة لبعض أهم الأعمال الأدبية المسيحية

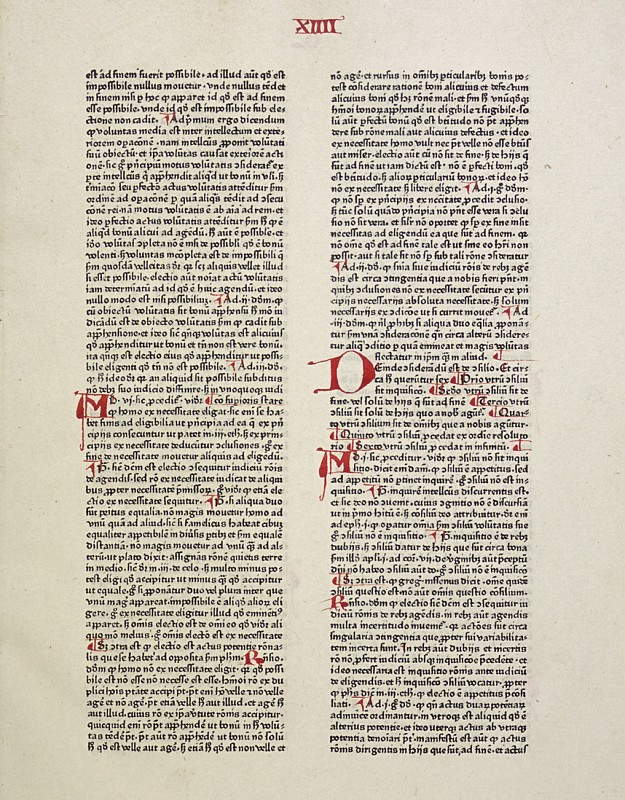
مقدمة من كتاب خلاصة اللاهوت من عمل توما الأكويني.

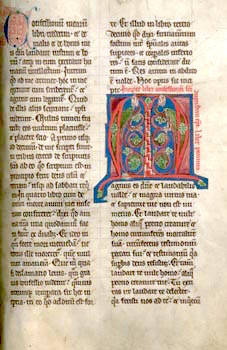
مقدمة كتاب اعترافات القديس أوغسطين.

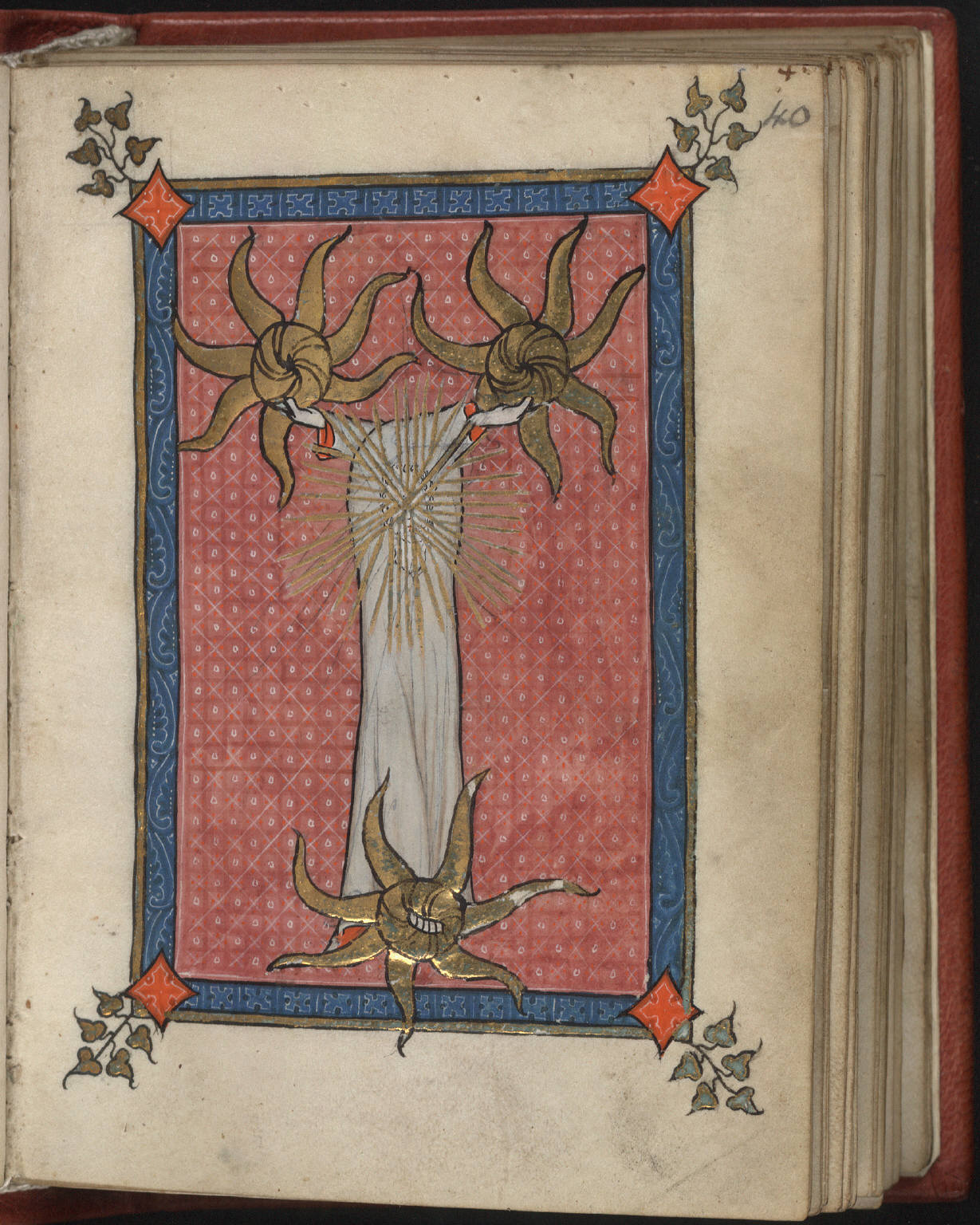
مقدمة كتاب الصوفيّة المسيحيّة.

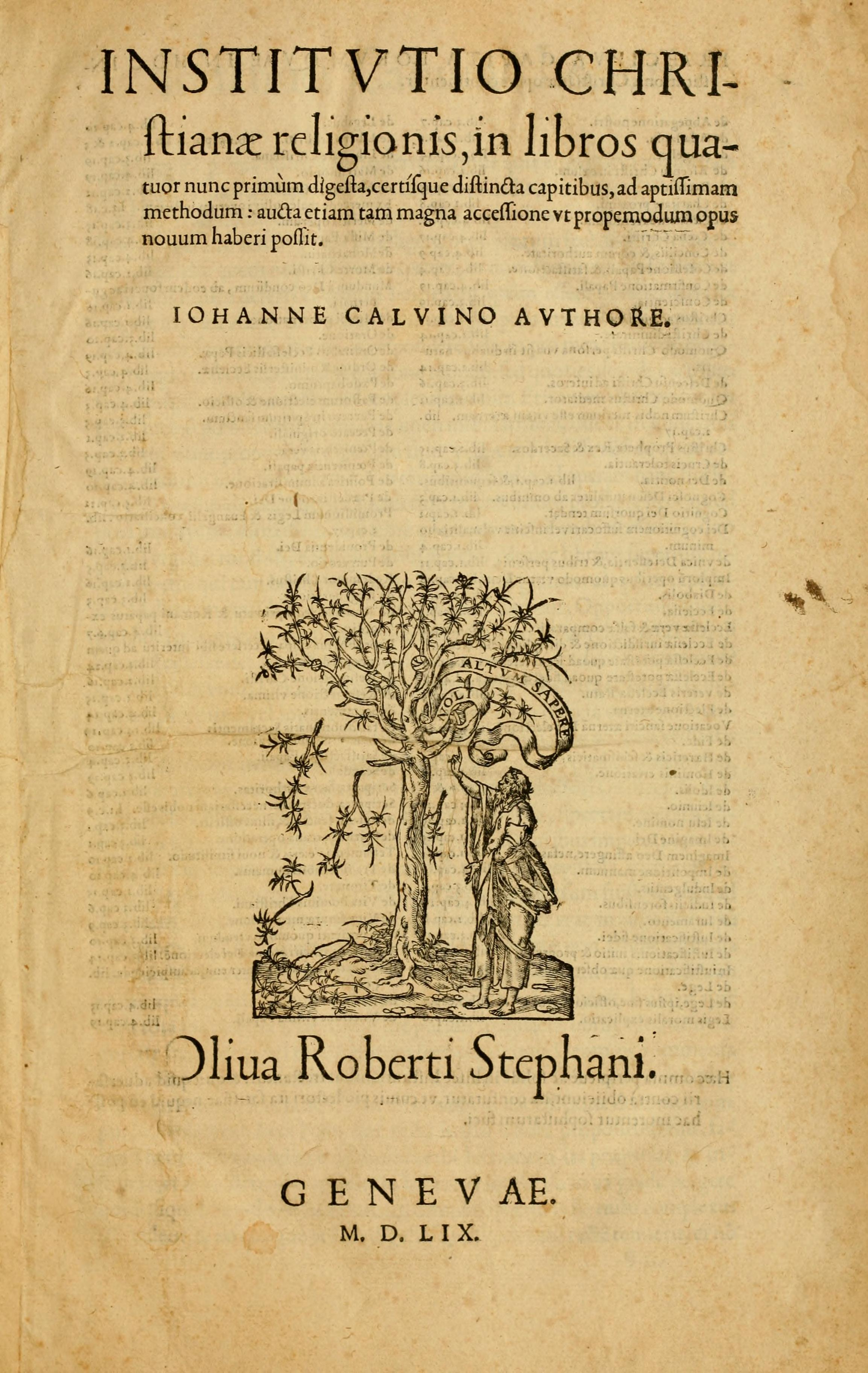
الصفحة الرئيسية لكتاب تأسيس الديانة المسيحية لجون كالفن.

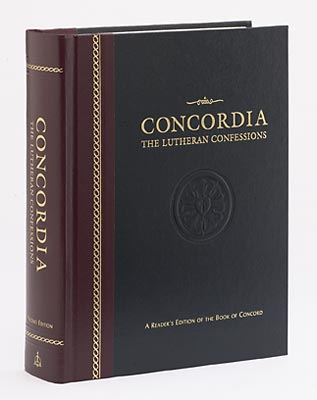
كتاب الوفاق وهو معيار مذهبي تاريخي للكنيسة اللوثرية.

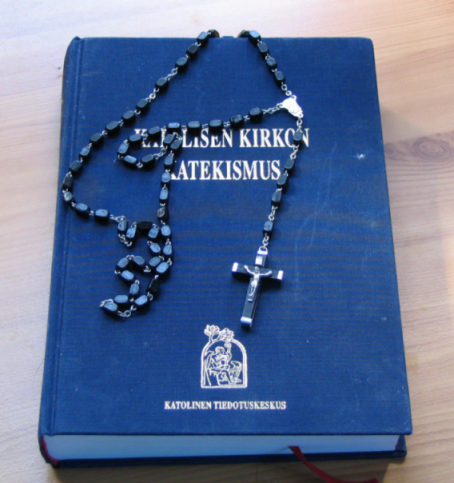
التعليم المسيحي للكنيسة الكاثوليكية.

القائمة تعرض لبعض أهم الأعمال الأدبية المسيحية يُذكر أن القائمة غير كاملة
- اعترافات القديس أوغسطين (397-398) - أوغسطينوس.
- مدينة الله (412) - أوغسطينوس.
- تاريخ الكنيسة المسيحية - يوسابيوس القيصري.
- أيام الخليقة الستة - غريغوريوس أسقف نيصص.
- ترانيم ضد الهرطقات - أفرام السرياني.
- التجسد - أثناسيوس الإسكندري.
- السادسيات - أوريجانوس.
- المبادئ - أوريجانوس.
- القراءة المسيحية - أوريجانوس.
- وحدة الكنيسة - قبريانوس القرطاجي.
- عظات التعليم المسيحي (366) - يوحنا ذهبي الفم.
- في الإيمان - أمبروز.
- ينبوع المعرفة - يوحنا الدمشقي.
- مقدمة في العقائد المسيحية - يوحنا الدمشقي.
- الموسوعة (636) - إيزيدور الإشبيلي.
- في طبيعة الأشياء - إيزيدور الإشبيلي.
- تساؤلات حول العهد القديم - إيزيدور الإشبيلي.
- عظات غريغوري الأول - غريغوري الأول.
- حكم القساوسة - غريغوري الأول.
- نشيد رولاند (1114-1117).
- خلاصة اللاهوت (1274) - توما الأكويني.
- الخلق والخالق - توما الأكويني.
- صلاة قبل الصليب - فرنسيس الأسيزي.
- ترتيلة الشمس (1224) - فرنسيس الأسيزي.
- الكوميديا الإلهية (1308-1321) - دانتي أليغييري.
- حكايات ذهبية - يعقوب دي فراغسي.
- الإقتداء بالمسيح (1418) - توما الكمبيسي.
- التعليم الكبير (1529) - مارتن لوثر.
- لاهوت الصليب (1518) - مارتن لوثر.
- تأسيس الديانة المسيحية (1536) - جون كالفن.
- يوطوبيا (1516) - توماس مور.
- النشيد الديني الروحي - يوحنا الصليب.
- أودي فيلي - يوحنا الافيلي.
- السيرة الذاتية (1567) - تريزا الإفيلية.
- القصر الباطني - تريزا الإفيلية.
- الرياضيات الروحية - إغناطيوس دي لويولا.
- مواد الريمونسترانت الخمس (1610) - جاكوب أرمينيوس.
- عن حقيقة الدين المسيحي (1627) - هوغو غروتيوس.
- تعليقات حول العهد القديم (1644) - هوغو غروتيوس.
- تعليقات حول العهد الجديد (1650) - هوغو غروتيوس.
- الفردوس المفقود (1667) - جون ميلتون.
- الفردوس المستعاد (1671) - جون ميلتون.
- رحلة الحاج (1678) - جون بنيان.
- صلوات ومزامير - فرانسيس بيكون.
- أطلانتس الجديدة - فرانسيس بيكون.
- العظات (1755) - جون ويسلي.
- نقاط في العهد الجديد (1755) - جون ويسلي.
- الإيمان المسيحي (1820) - فريدريك شليرماخر.
- ترنيمة عيد الميلاد (1843) - تشارلز ديكنز.
- في الجزء الخلفي من الرياح الشمالية (1871) - جورج ماكدونالد.
- في خطواته (1896) - تشارلز مونرو شيلدون.
- حياة يسوع - غيورغ فيلهلم فريدريش هيغل.
- قصة روح (1898) - تيريز الطفل يسوع.
- علم الصليب - إديت شتاين.
- المعرفة واللإيمان - إديت شتاين.
- مملكة الرب داخلك - ليو تولستوي.
- المسيحية وحرب الطبقات (1931) - نيقولا بيرديائيف.
- الدين والعلوم الطبيعية (1937) - ماكس بلانك.
- نظرية التطور في العلوم والدين - روبرت ميليكان.
- المسيحية المجردة (1952) - سي. إس. لويس.
- سجلات نارنيا (1950-1956) - سي. إس. لويس.
- أجيال يسوع (1970) - بيلي غراهام.
- الملائكة: وكلاء سر الله - بيلي غراهام.
- ظاهرة الإنسان - بيير تيلار دي شاردان.
- كيف بنت الكنيسة الكاثوليكية الحضارة الغربية (2005) - توماس وودز.
- لغة الله: عالم يقدم الأدلة على الإيمان (2006) - فرانسيس كولينز.
- مقدمة إلى المسيحية - البابا بندكت السادس عشر.
- ثلاثية يسوع الناصري - البابا بندكت السادس عشر.
- في السماء والأرض - البابا فرنسيس.

## وصلات خارجية
- صفحة التراث الأدبي العربي المسيحي - موقع الكنوز القبطية